# Елена Унгарска
Елена Унгарска, известна като Красивата Елена (на хърватски: Jelena Lijepa; на унгарски: Ilona), е кралица на Хърватия, съпруга на хърватския крал Димитър Звонимир. Дъщеря на унгарския крал Бела I от династията на Арпадите и на принцеса Рихеза, дъщеря на полския крал Мешко II. Сестра на крал Ласло I. Имала е роднинска връзка с управляващите династии на много страни от Централна Европа, така напр. неин прадядо по майчина линия е българският цар Самуил.
През 1063 г. Елена Унгарска е омъжена за Димитър Звонимир и от 1076 г., след коронацията на съпруга си, става кралица на Хърватия. Двамата управляват съвместно и се радват на голяма популярност сред народа. Имат син, Радован, който умира в юношеска възраст, и дъщеря.
След смъртта на Димитър Звонимир през 1089 г. Елена Унгарска се опитва да качи на престола своя брат Ласло I, но хърватските боляри издигат на трона възрастния Степан II (1089 – 1091). След скорошната му смърт Елена фактически си възвръща кралската власт и възобновява усилията си да коронова брат си, но в същата 1091 г. умира. С нейната смърт унгарските войски нахлуват в страната и завладяват голяма част от нея, Хърватия губи независимостта си и на нейния престол се възкачва племенникът на Ласло I Алмош.